# حسين هوساوي
حسين فايز هوساوي لاعب كرة قدم سعودي و يلعب في الدفاع و يلعب حالياً مع نادي نجران السعودي.

## مسيرة اللاعب
لعب سابقاً في نادي الفيصلي ونادي التقدم ونادي الجبلين ونادي جدة ونادي العين ونادي نجران.

## روابط خارجية
حسين هوساوي على موقع قاعدة بيانات كرة القدم.إي يو (الإنجليزية)
- حسين هوساوي على موقع Soccerway.com (الإنجليزية)
- حسين هوساوي على موقع كووورة